# Илия Чаушев
Илия Георгиев Чаушев (Борьо) е участник в комунистическото партизанско движение по време на Втората световна война. командир на чета от Родопски партизански отряд „Антон Иванов“".

## Биография
Илия Чаушев е роден на 2 март 1914 г. е роден в с. Батак. Работи като горски работник и шофьор. Заедно с брат си Ангел възприема социалистическите идеи. Член е на РМС и на БРП и участва във всички техни прояви в Батак през тридесетте години на XX век.
Участнва в комунистическото партизанско движение по време на Втората световна война. На 2 септември 1941 г. с другарите си, участвали в освобождаването на Тодор Коларов, преминава в нелегалност и е партизанин. Приема партизанско име Борьо. Той е един от най-смелите партизани и взема участие в десетки сражения с полицията и войниците от т. нар. ловни дружини. Командир на партизанската чета „Стефан Божков“ от Родопски партизански отряд „Антон Иванов“ (1942 – 1943).
Загива заедно с брат си Ангел Чаушев и други партизани в неравно сражение с войска и полиция на 10 март 1944 г. край гр. Брацигово.